# GIF Sundsvall
GIF Sundsvall – szwedzki klub piłkarski z siedzibą w mieście Sundsvall, założony 25 sierpnia 1903. Aktualnie występuje w Superettan.

## Sukcesy
- Allsvenskan
  - 5. miejsce (1): 1988
- Superettan
  - wicemistrzostwo (2): 2011, 2014
- Norrländska Mästerskapet
  - zwycięstwo (1): 1942
  - finał (2): 1928, 1951

## Skład
Stan na 11 sierpnia 2018
| Nr | Poz. | Piłkarz                   |
| -- | ---- | ------------------------- |
| 1  | BR   | Lloyd Saxton              |
| 3  | OB   | Dennis Olsson             |
| 4  | OB   | David Myrestam            |
| 5  | OB   | Eric Björkander           |
| 6  | PO   | Juanjo Ciércoles          |
| 7  | PO   | Kim Skoglund              |
| 8  | PO   | David Batanero            |
| 9  | NA   | Linus Hallenius (kapitan) |
| 13 | OB   | Filip Tägtström           |
| 14 | PO   | Paya Pichkah              |
| 16 | OB   | Carlos Gracia             |
| 17 | BR   | Tommy Naurin              |

| Nr | Poz. | Piłkarz                                                 |
| -- | ---- | ------------------------------------------------------- |
| 18 | PO   | Oliver Berg                                             |
| 19 | OB   | Pol Moreno                                              |
| 20 | BR   | William Eskelinen                                       |
| 21 | PO   | David Haro                                              |
| 22 | OB   | Jonathan Tamimi                                         |
| 23 | PO   | Maic Sema                                               |
| 26 | PO   | Erik Granat                                             |
| 29 | PO   | Amaro Bahtijar                                          |
| 30 | NA   | Peter Wilson                                            |
| 32 | PO   | Jonathan Morsay                                         |
| 35 | PO   | Christian Rubio Sivodedov (wypożyczony ze Strømsgodset) |
| 70 | NA   | Chidi Omeje                                             |